# Microrégion d'Amapá

Localisation de la microrégion d'Amapá

La microrégion d'Amapá est une des quatre microrégions de l'État de l'Amapá et appartient à la mésorégion du Nord de l'Amapá. Elle est divisée en trois municipalités. Elle est bordée par l'Océan Atlantique sur sa partie orientale.

## Municipalités[1]
- Amapá
- Pracuúba
- Tartarugalzinho

## Microrégions limitrophes
- Macapá
- Oiapoque